# Juan Carlos Márquez Cabrera
Juan Carlos Márquez Cabrera (c. 1971-San Sebastián de los Reyes, Madrid, 21 de julio de 2019) fue director ejecutivo de la compañía estatal venezolana PDVSA. En 2019 estuvo involucrado en investigaciones relacionadas con Raúl Morodo en España antes de morir en circunstancias misteriosas.

## Carrera
Márquez fue director de Petróleos de Venezuela (PDVSA) entre 2004 y 2013 y jefe de su departamento legal. Durante su estadía en PDVSA, ocupó al menos 22 cargos.
Del seguimiento hecho por Transparencia Venezuela se constató, a través de la revisión de varias gacetas oficiales, que fue nombrado en 19 cargos desde 2006, la mayoría como representante legal de varias filiales. Medios de prensa le atribuyen otros tres cargos: como integrante del gabinete jurídico de PDVSA entre 2004 y 2013, como miembro del Consejo de Administración de la petrolera y secretario general de entes corporativos. En algunas gacetas oficiales fue nombrado el mismo día en varios cargos; el 17 de agosto de 2016 fue designado por Eulogio del Pino como representante judicial de las filiales entre ellas Petroboscan, S.A, Petroindependiente, S.A y Petroregional del Lago, S.A, según la Gaceta Oficial 38.502. El 8 de septiembre de ese mismo año, un mes después y de acuerdo a la Gaceta Oficial 38.518, fue nombrado en el mismo cargo para otras tres filiales: Petroritupano, Petroven-Bras, S.A y Petrowayu, S.A.
Posteriormente empezó a trabajar como profesor en la Universidad Central de Venezuela y comenzó varios negocios en España a partir de 2016.

## Caso Morodo
Márquez fue un ex director ejecutivo de PDVSA durante el gobierno de Hugo Chávez, pero también se cree que es el firmante firmante de los contratos entre PDVSA y otras compañías que se consideran la cobertura del lavado de dinero. Estos contratos se firmaron entre 2008 y 2012; una de las personas de alto perfil que también cree haber firmado contratos es Alejo Morodo, hijo del ex embajador español en Venezuela, Raúl Morodo y una de las partes implicadas en un esquema de lavado de activos del Estado venezolano a varios individuos, incluyendo Morodo y Márquez, a través de contratos internacionales de asesoramiento falsas cargadas para una compañía que él representado.
La Asamblea Nacional de Venezuela lo había interpelado previamente sobre los activos perdidos en 2016, citado por la comisión de contraloría. El 20 de mayo de 2019 se emitió una orden de arresto en su contra. Los amigos sugirieron a Márquez no estaba alineado políticamente, sirviendo en PDVSA solo como un gerente calificado.

## Muerte
Márquez voló a España después de haber sido contactado por la UDEF de España la rama de investigación monetaria del Cuerpo de Policía Nacional, la investigación del Caso Morodo había comenzado en España, sabiendo que sería arrestado a su llegada. Le dijo al fiscal español que tenía mucha información valiosa y que cooperaría compareciendo ante el tribunal el viernes 19 de julio para confirmar que había firmado contratos de interés. No fue procesado antes de partir para el fin de semana, yendo a trabajar a un edificio de oficinas en Madrid con un amigo.
El 20 de julio, la Interpol en Washington D. C. alertó a España sobre el nombre de Márquez en un manifiesto de pasajeros para un vuelo de Iberia desde España por tierra en Chicago, en Estados Unidos, que interceptarían y deportarían a Márquez en el mismo avión. Sin embargo, aunque se reservó un asiento a nombre de Márquez, él no estaba en el vuelo y nunca había salido de la oficina. Se sugiere que alguien más reservó el vuelo con su nombre.
Márquez y su socio comercial, Carlos Prada habían acordado reunirse el 21 de julio; Márquez no apareció y entonces Prada fue a buscarlo. Al tratar de comunicarse con Márquez en su oficina, Prada encontró sospechosa la puerta cerrada. Llamó a los servicios de emergencia, que derribaron la puerta y encontraron a Márquez colgado de su cinturón.
Aunque la causa de muerte pareciera un suicidio, hay sospechas sobre la mismo ya que Juan Carlos estaba dando pruebas en el caso judicial voluntariamente. Las autoridades españolas informaron que su cuerpo no solo fue colgado, sino que tenía manchas de sangre en el pecho y la cabeza. Otras fuentes han informado que fue encontrado en su departamento o en un cobertizo, incluida la BBC. Fuentes militares venezolanas en el exilio han dicho que Márquez no se suicidó, sino que fue asesinado.
El País reportó que no se encontró ninguna nota de suicidio y que Márquez no mostraba signos de querer quitarse la vida.El Pitazo también reportó que no encajaba en el perfil de alguien que quisiera suicidarse. Miami Diario también reitera este punto de vista, pero menciona que dejó una nota escrita a mano, que fue encontrada sobre la mesa de su oficina, junto a su cuerpo, pero que no se había confirmado que fuera la escritura de Márquez.
Las investigaciones para determinar la causa de su muerte habían iniciado.